# Bronnitsy
Bronnitsy (en russe : Бронницы) est une ville de l'oblast de Moscou, en Russie. Sa population s'élevait à 22 643 habitants en 2019.

## Géographie
Bronnitsy est arrosée par la rivière Moskva et se trouve à 55 km au sud-est du centre de Moscou.

## Histoire
Bronnitsy existe depuis 1453 au moins, sous le nom de Bronitchi. Elle a le statut de ville depuis 1781.

## Population
Recensements (*) ou estimations de la population
| 1897* | 1926* | 1939* | 1959*  | 1970*  |
| ----- | ----- | ----- | ------ | ------ |
| 3 897 | 3 630 | 6 100 | 10 107 | 11 782 |

| 1979*  | 1989*  | 2002*  | 2010*  | 2012   |
| ------ | ------ | ------ | ------ | ------ |
| 14 194 | 16 057 | 18 232 | 21 102 | 21 485 |

| 2013   | 2014   | 2015   | 2016   | 2017   |
| ------ | ------ | ------ | ------ | ------ |
| 21 643 | 21 814 | 21 925 | 22 467 | 22 396 |